# Markéta Pekarová Adamová
Markéta Pekarová Adamová (Litomyšl, 2 de octubre de 1984) es una política checa, presidenta de la Cámara de Diputados desde 2021 y líder del partido político TOP 09 desde 2019.

## Biografía
Se graduó con una licenciatura de la Facultad de Artes de la Universidad Carolina de Praga en 2008 y un título de ingeniero de la Universidad Técnica Checa de Praga en 2011. Es miembro de la Cámara de Diputados desde 2013. Derrotó a Tomáš Czernin en una elección de liderazgo TOP 09 el 24 de noviembre de 2019, con el 53% de los votos.
Durante la campaña de las elecciones parlamentarias, fue una de los tres líderes de la coalición de tres partidos Juntos, junto con Petr Fiala (ODS) y Marian Jurečka (KDU-ČSL).
El 10 de noviembre de 2021 fue elegida Presidenta de la Cámara de Diputados de la República Checa. Obtuvo 102 de 122 votos, superando los 98 requeridos. El 20 de noviembre de 2021, Pekarová Adamová fue reelegida en una elección de liderazgo TOP 09 como único candidato, con 163 de 176 votos.